# The Smallest Man Who Ever Lived
«The Smallest Man Who Ever Lived» (укр. Найдрібніша людина, що колись жила) — пісня американської співачки Тейлор Свіфт з її одинадцятого студійного альбому The Tortured Poets Department, що вийшов 19 квітня 2024 року. Композиція була написана та спродюсована Свіфт спільно з Аароном Десснером. Вона увійшла до топ-20 музичних чартів Австралії, Канади, Нової Зеландії та США, а також отримала захоплені відгуки від музичних критиків.

## Передумови та історія створення
Я вважаю, що ці пісні є одними з найбільш гострих, заплутаних, вразливих і катарсичних, які Тейлор коли-небудь писала, і я постійно дивуюся її майстерності як авторки пісень і виконавиці.
Першою спільною роботою Тейлор Свіфт та Аарона Десснера став альбом Folklore, над яким вони працювали під час пандемії. За цю платівку Свіфт та Десснер стали лауреатами премії «Ґреммі» у номінації «Альбом року». Після нього вони продовжили спільно працювати над своїми майбутніми альбомами: так Свіфт взяла участь у записі альбомів How Long Do You Think It's Gonna Last? і First Two Pages of Frankenstein, а Аарон Десснер, своєю чергою, працював разом з нею над платівками Evermore, Midnights та перезаписами її перших 6 альбомів. Альбом Evermore приніс їм ще одну номінацію у категорії «Альбом року», а Midnights їх другу спільну перемогу. У квітні 2024 року стало відомо, що Аарон Десснер став співавтором та співпродюсером її одинадцятого студійного альбому.
Тейлор Свіфт почала писати The Tortured Poets Departament незадовго після виходу Midnights, а також протягом її музичного турне The Eras Tour. Під час гастролей, розповідаючи про альбом, співачка назвала процес його написання своїм «рятувальним кругом».

## Композиція та інтерпретація тексту пісні
Мелодія композиції «The Smallest Man Who Ever Lived» супроводжується ударними інструментами, електрогітарою та мерехтливим звучанням фортепіано у приспіві в поєднанні з синтезатором. Текст пісні розповідає про почуття оповідачки стосовно минулих стосунків. Пісню багаторазово описували як одну з найбільш агресивних у кар'єрі Свіфт. Загалом у самій композиції чоловік про якого є мова залишається неназваним, тим не менш велика кількість музичних журналістів інтерпретували пісню як звернення до Метті Гілі. Вона починається з риторичних питань та підіймає тему гостингу у стосунках та залежності від наркотиків у колишнього коханого співачки: «Ти намагався придбати якісь пігулки у друзів моїх друзів. Вони тебе ігнорували, тепер ти знаєш як це відчувається». Далі оповідачка пісні співає: «Я не хочу повернути тебе назад. Я просто хочу знати, чи було руйнування мого сяючого літа твоєю метою?». У статті Variety зробили припущення, що це посилання на її музичне турне The Eras Tour. Бридж пісні натякає на те, що оповідачка вважає, що чоловік у пісні жив брехнею під час їх стосунків, використовуючи потужні метафори: «Чи тебе послав хтось, хто бажав моєї смерті? / Чи ти спав з рушницею під нашим ліжком? / Чи записував ти все в книжку? / Чи був ти засланим агентом, та чи буде це все розголошено через 50 років? І ти зізнаєшся чому ти зробив це, а я скажу: „Хай щастить“ / Бо це перестало бути сексуальним, коли це стало дозволеним».
Це була взаємна маніакальна фаза. Це було самопошкодження. <...> На обличчі цієї поетеси прокидається посмішка. Бо свої найкращі твори я писала про найгірших людей.

## Рецензії
Пісня отримала захоплені відгуки від різноманітних музичних критиків. Виконавчий директор музичного відділу Billboard Джейсон Ліпшуц назвав її найкращою піснею з платівки, яка «є серцем альбому та передає музику, що стала важливішою за життя тої особистості, чию людяність було скривджено». Каллі Альгрім із Business Insider назвала бридж пісні «летальним», пожартувавши, що якщо б таку пісню колись написали про неї, вона б «була вимушена імітувати власну смерть» та поширила думку, що у цій пісні Свіфт розкрилась як авторка. Ліндсі Золадз із The New York Times назвала її одною з найкращих пісень альбому, сказавши, що внесла її до свого «особистого пантеону». Критики, зокрема з The New York Times і The Guardian, також порівнювали емоційну складову пісні з минулими роботами Свіфт «All Too Well» і «Dear John».

## Комерційний успіх
| Чарт (2024)                          | Найвища позиція |
| ------------------------------------ | --------------- |
| Австралія (ARIA)                     | 16              |
| Канада (Canadian Hot 100)            | 18              |
| Ірландія (Billboard)                 | 19              |
| Іспанія (PROMUSICAE)                 | 90              |
| Литва (AGATA)                        | 88              |
| Нова Зеландія (Recorded Music NZ)    | 17              |
| Португалія (AFP)                     | 31              |
| Словаччина (Singles Digitál Top 100) | 97              |
| США (Billboard Hot 100)              | 14              |
| Швеція (Sverigetopplistan)           | 60              |
| Франція (SNEP)                       | 137             |
| Billboard Global 200                 | 18              |